# Ambassad'Air
Ambassad'Air est une opération de sciences citoyennes menée sur  Rennes, initiée en septembre 2016. Cette dernière mobilise des habitants pour mesurer la qualité de l'air, grâce à un micro-capteur opensource. Elle est portée par la Ville de Rennes et animée par l'association de la Maison de la Consommation et de l'Environnement, en lien avec l'EHESP et l'association agréée de surveillance de la qualité de l'air Air Breizh.

## Descriptif de l'opération

### Saison 1
Après un appel à volontaires en septembre 2016, le groupe de 16 personnes a été formé puis équipé de capteurs de mesure particules fines sur les quartiers de Villejean et du Blosne,.

### Saison 4
Un livret est réalisé pour informer les habitants de Rennes sur la mesure citoyenne des particules fines. Il est aussi mis en avant les capteurs citoyens Sensor Community.

### Saison 5
L'opération vise 200 mesures de radon sur Rennes.

## Résultats obtenus
Les mesures peuvent être stationnaires, à pied ou à vélo. Les résultats ont permis de montrer des niveaux de pollution assez proches entre les deux quartiers et avec le référence de la station Air Breizh.

## Les productions
L'opération a conduit à la production :
- Un livret de vulgarisation sur la qualité de l'air[8]
- De rapports de l'EHESP[9],[10],[11]